# Alfredo Perea y Rojas
Alfredo Perea y Rojas (Madrid, 1839-Madrid, 20 d'agost de 1895) va ser un il·lustrador i pintor espanyol, germà del també dibuixant Daniel Perea.

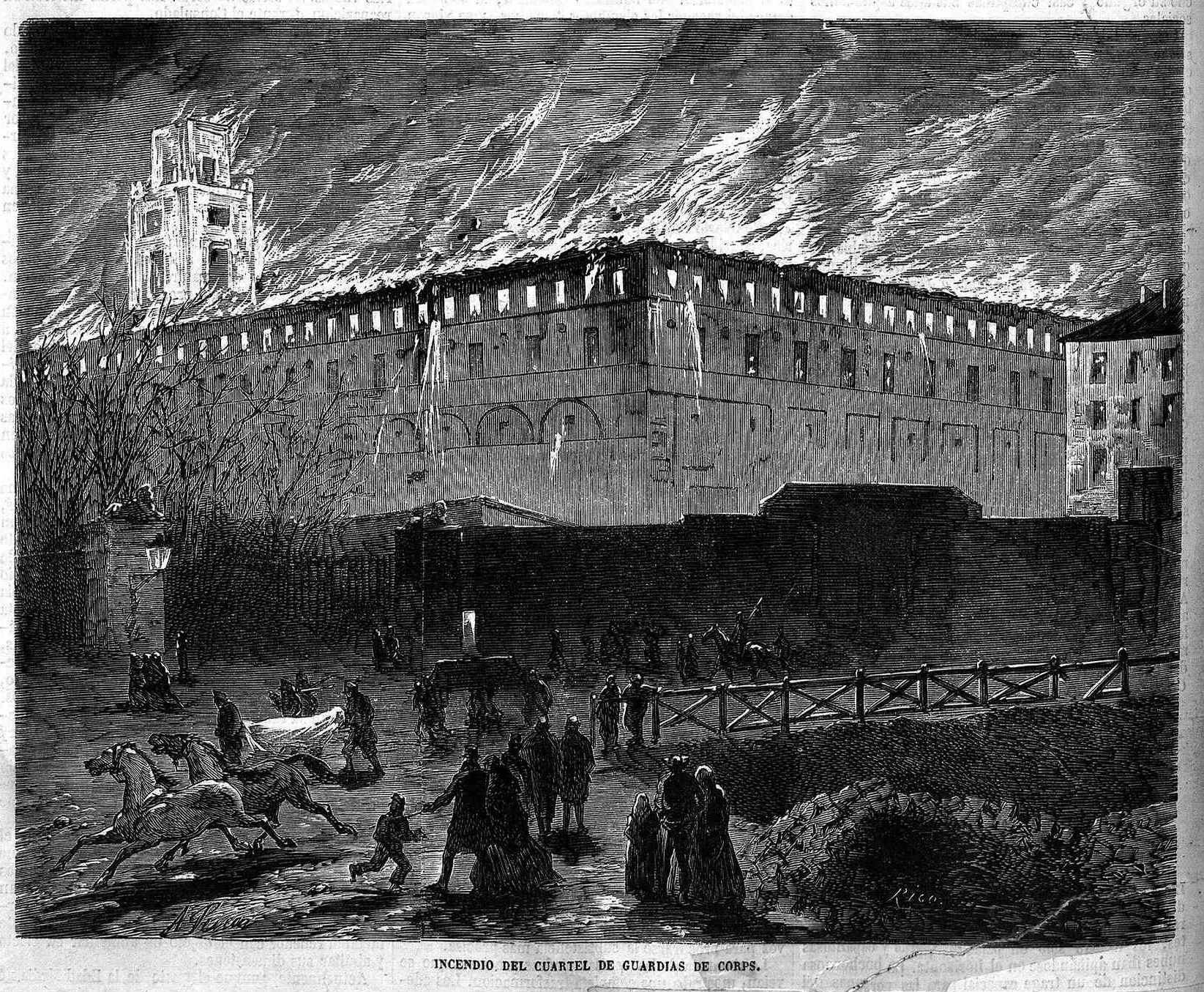
Incendi de la caserna de Guàrdies de Corps a Madrid, 1869, dibuix d'Alfredo Perea, gravat de Rico.

## Biografia
Deixeble de l'Acadèmia de San Fernando i de la Imperial de París, era cap a 1868 més conegut pels seus molts dibuixos per a publicacions il·lustrades que pels seus quadres, entre aquests últims Manuel Ossorio y Bernard destaca el que va presentar a l'Exposició Nacional de Belles Arts de 1860, en el qual va representar Felipe II implorando el auxilio de la Divina Magestad i pel qual va obtenir esment honorífic. Entre 1874 i 1882 es va dedicar principalment a l'aquarel·la.
Va fer dibuixos per a publicacions periòdiques com El Museo Universal, El Periódico Ilustrado, Gil Blas, La Ilustración Española y Americana, La Ilustración de Madrid, La Risa o Gran Vía; obres com la Historia del Escorial d'Antonio Rotondo y Rabasco, Galería universal de biografías y retratos o la primera edició del Gran diccionario taurómaco, a més d'il·lustrar novel·les com La calumnia, Los celos de una reina, La maldición de Dios, La perdición de la mujer, Diego Corrientes, La madre de los desamparados i La Biblia de las mujeres. Va morir el 20 d'agost de 1895 a Madrid, va ser enterrat al cementeri de l'Est.